# 圣梅阿尔
圣梅阿尔（法語：Saint-Méard，法語發音：[sɛ̃ meaʁ]）是法国新阿基坦大区上维埃纳省的一个市镇，属于利摩日区。

## 地理
圣梅阿尔（45°39'54"N, 1°32'54"E）面积24.51 平方千米，位于法国新阿基坦大区上维埃纳省，该省份为法国中西部省份，北起顺时针与安德尔省、克勒兹省、科雷兹省、多爾多涅省、夏朗德省和维埃纳省接壤。
与圣梅阿尔接壤的市镇（或旧市镇、城区）包括：利纳尔、拉福雷新堡、布里扬斯河畔拉克鲁瓦西耶、格朗日、布里扬斯河畔圣维特。

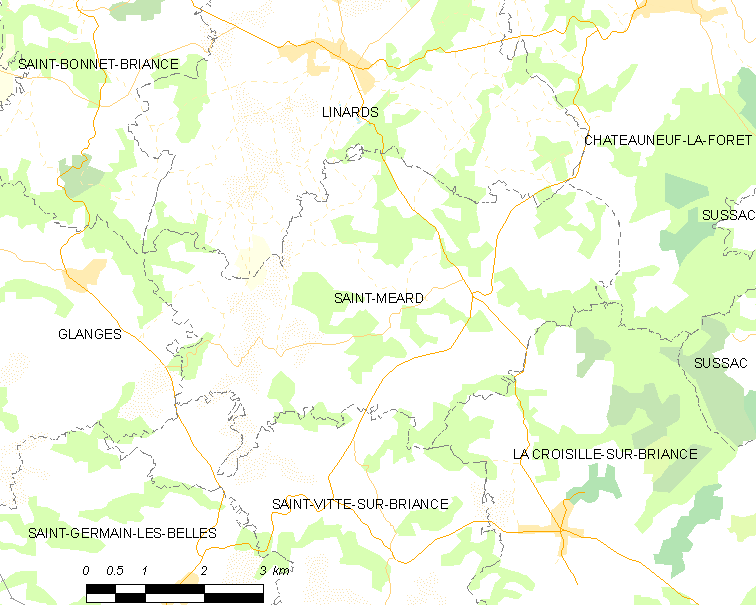
圣梅阿尔的OSM定位图

圣梅阿尔的时区为UTC+01:00、UTC+02:00（夏令时）。

## 行政
圣梅阿尔的邮政编码为87130，INSEE市镇编码为87170。

## 政治
圣梅阿尔所属的省级选区为埃穆捷县。

## 人口

1962-2008年间圣梅阿尔人口变化图示

圣梅阿尔于2022年1月1日时的人口数量为367人。